# William Robertson (Historiker)

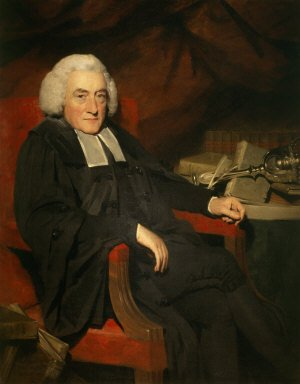
William Robertson (1721–1793)

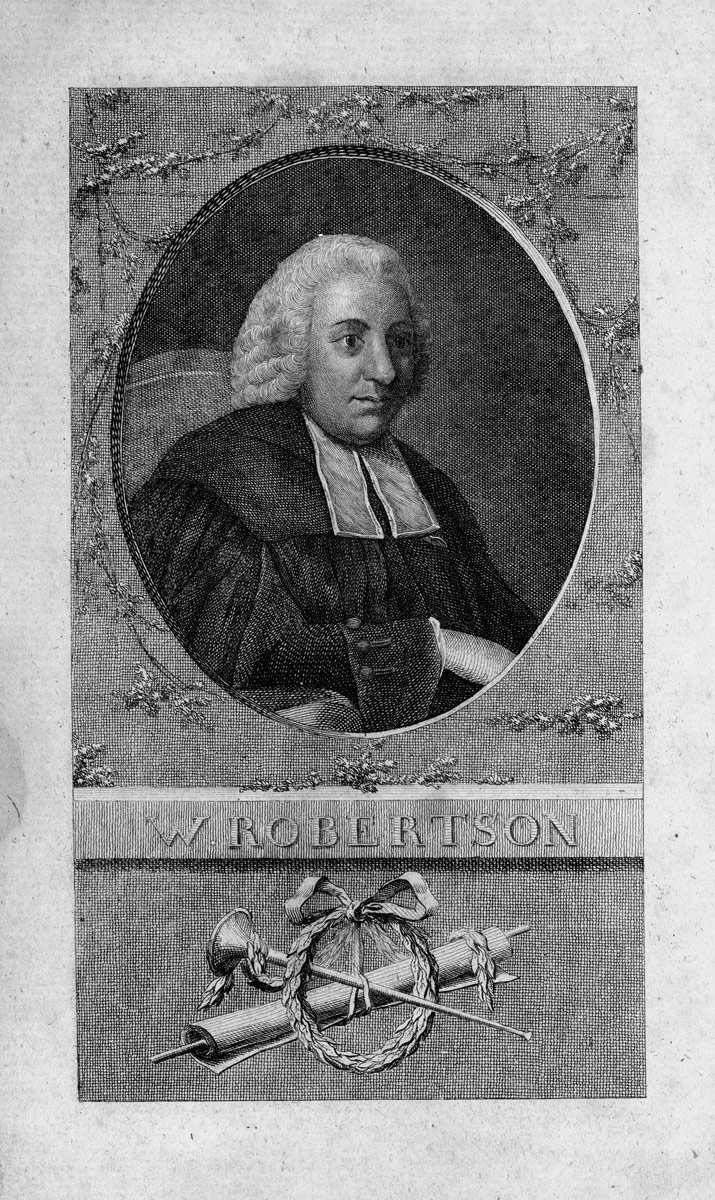
William Robertson (von einer Ausgabe seiner Geschichte Amerikas aus dem Jahr 1777)

William Robertson (* 19. September 1721 in Borthwick, Midlothian; † 11. Juni 1793 in Edinburgh) war ein schottischer Geistlicher der Church of Scotland, Historiker und Rektor der University of Edinburgh.

## Leben
Robertson, ein Sohn des Pfarrers William Robertson (1686–1745), erhielt seine Ausbildung in Dalkeith und an der University of Edinburgh, an der er Theologie studierte. Er wurde 1743 Pfarrer in Gladsmuir (East Lothian) und 1759 an der Lady Yester's Kirk und Greyfriars Kirk in Edinburgh. Als standhafter Presbyterianer und Whig verteidigte er als Freiwilliger die Stadt gegen die Jakobiten, angeführt von Prinz Charles Edward Stuart im Jahre 1745.
Er wurde Royal Chaplain von George III (1761), Principal of the University of Edinburgh (1762), Moderator der Church of Scotland 1763 und Royal Historiographer 1764 und belebte damit eine Rolle im königlichen Haushalt in Schottland neu, die von 1709 bis 1763 unbesetzt gewesen war. Robertson war auch Mitglied des Poker Club. Seine bemerkenswerteste Arbeit war vielleicht die History of Scotland 1542–1603 welche 1759 veröffentlicht wurde. Er war eine signifikante Figur des Scottish Enlightenment.
1783 wurde er zum Mitglied der Royal Society of Edinburgh gewählt. Im selben Jahr wurde er Ehrenmitglied der Russischen Akademie der Wissenschaften in St. Petersburg.
Robertson ist auf dem Greyfriars Kirkyard in Edinburgh beerdigt. Seinen Namen trägt heute das naheliegende Gebäude (William Robertson Building) der University of Edinburgh.

## Schriften
- The situation of the world at the time of Christ’s appearance. 1791
- The history of the reign of Charles V. 1792 (4 Bände)
- The history of America Books 1–8. 1792 (3 Bände)
- The history of Scotland. (PDF; 22,3 MB) 1794 (2 Bände)
- An historical disquisition concerning the knowledge which the ancients had of India. 1791
  - Übers. Johann Daniel Sander, Georg Forster (auch Vorrede): Historische Untersuchung über die Kenntnisse der Alten von Indien, und die Fortschritte des Handels mit diesem Lande vor der Entdeckung des Weges dahin durch das Vorgebirge der guten Hoffnung. Voss, Berlin 1792
- The history of America, Books 9–10. 1796